# Nina Blazon
Nina Blazon es una escritora y autora alemana.

## Biografía
Nació en 1969, y pasó sus primeros años de vida en New-Ulm. Estudió filología eslava y germánica en Wurzburgo, tras sus estudios fue profesora de varias universidades y redactora de una agencia de publicidad, aunque actualmente es periodista de diversos periódicos y escribe novelas de distintos géneros.Vive con su marido en Stuttgart y escribe para el periódico Stuttgarter Zeitung entre otros. Obtuvo el premio Wolfgang Hohlbein por su primera obra; Im Bann des Fluchträgers.
De sí misma destaca su gusto por los paisajes escandinavos, el cine y el turrón aunque también el odio de los portátiles en verano. En España ha publicado dos de sus novelas.

## Obras publicadas en Español
- El espejo de la reina

A Cristina de Suecia le gusta la caza y monta a caballo con destreza .A la joven Elin le fascina lo que oye decir de ella. Le gustaría verla de cerca. Pero a la sencilla ayudante de cocina y a la reina rebelde las separa todo un mundo...hasta el día en el que una casualidad, las une. Para la joven criada empieza una nueva vida , aprende a leer ,a escribir, acompaña a la reina a audiencias , eventos y banquetes , hasta convertirse en el reflejo perfecto de Cristina , pero el amor pondrá una dura prueba en su camino.
- Embrujo

Faun, un chico de inquietantes ojos negros y belleza nórdica, se instala en Larimar, una enorme y ruinosa pensión que dirigen Jakub su hija Jade. Él ha llegado y la ciudad está absorta en una profunda crisis: al tiempo que un grupo de rebeldes conspira contra Lady Mar, la cruel soberana que oculta su rostro tras una máscara metálica, unas criaturas mágicas siembran el pánico por las intrincadas callejuelas aledañas al río. Y, mientras ven como el mundo se derrumba a su alrededor, ¿podrán Faun y Jade resistirse al embrujo del amor?